# Rumex garipensis
Rumex garipensis är en slideväxtart som beskrevs av Meissn.. Rumex garipensis ingår i släktet skräppor, och familjen slideväxter. Inga underarter finns listade i Catalogue of Life.